# Flugplatz Helgoland-Düne

i7
i11
i13
Der Flugplatz Helgoland-Düne (IATA-Code: HGL, ICAO-Code: EDXH) ist ein Verkehrslandeplatz auf der Nordseeinsel Düne bei Helgoland.

## Geographische Lage

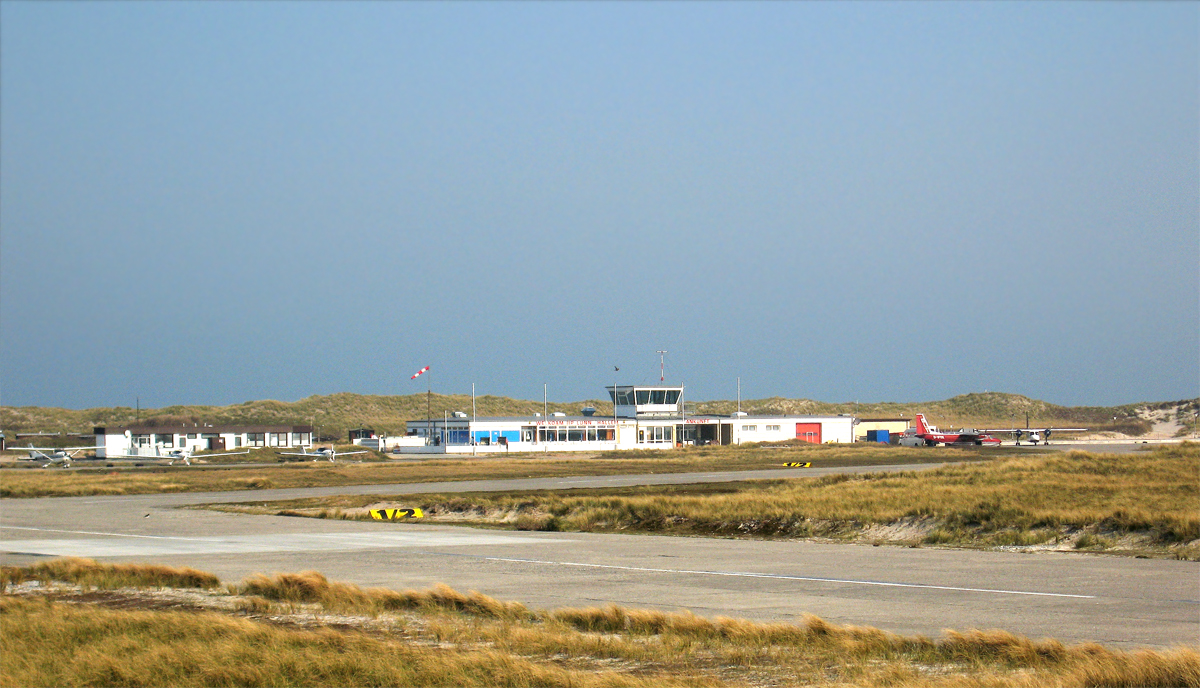
Vorfeld und Empfangsgebäude

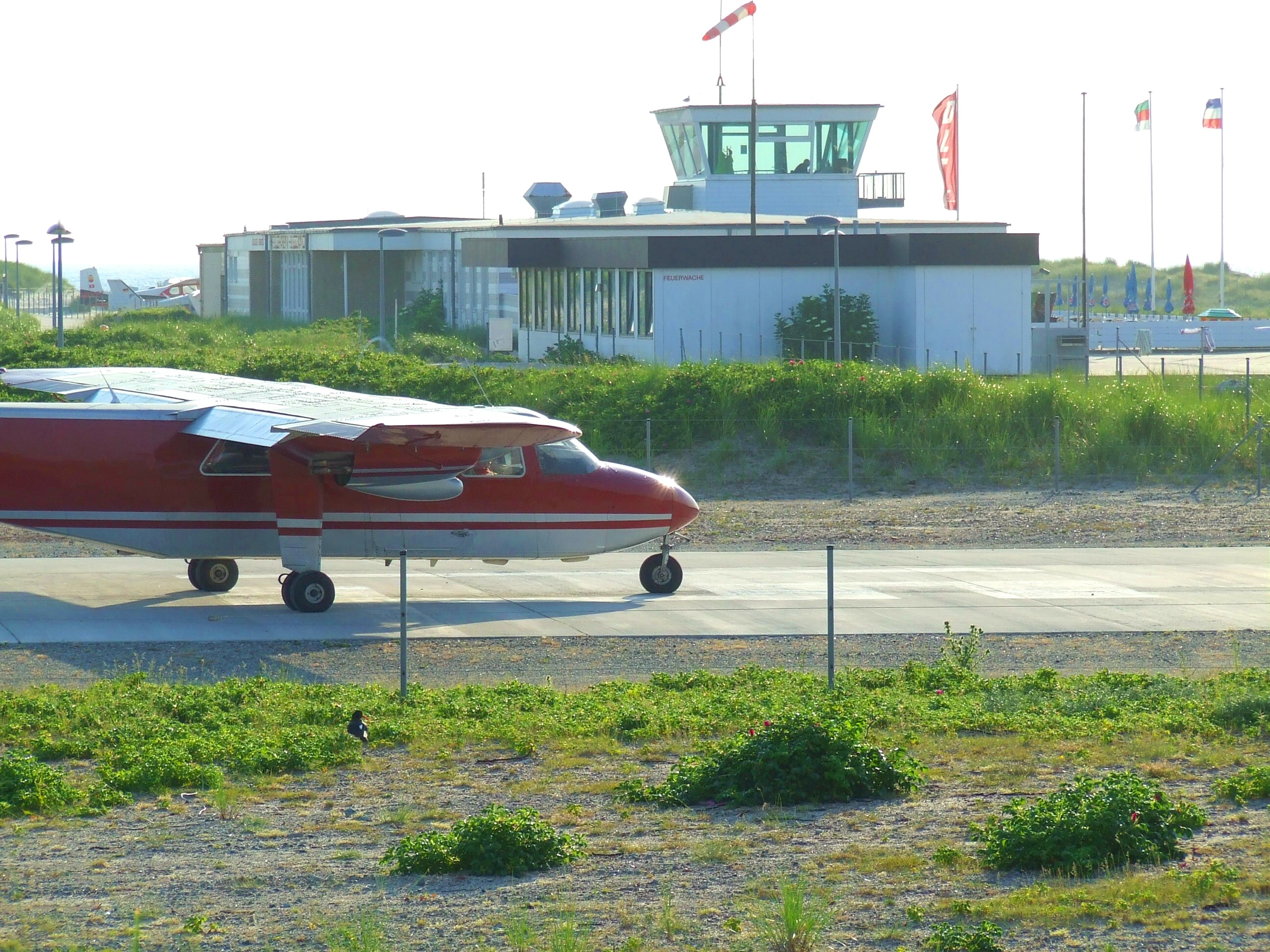
Startendes Flugzeug der Ostfriesische Lufttransport am Morgen (2007)

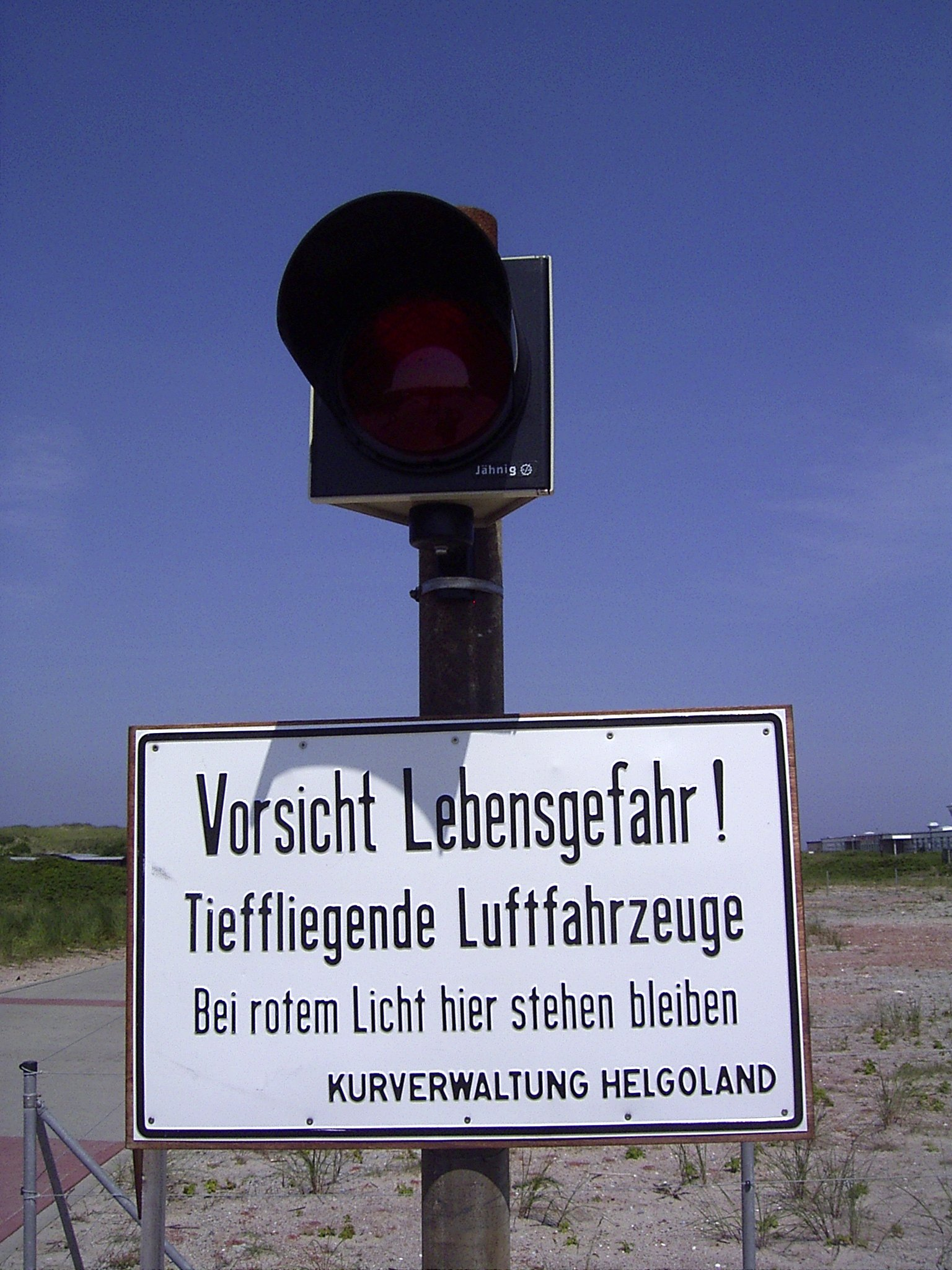
Ampel am Flugplatz Helgoland-Düne: warnt vor Tieffliegern

Der Flugplatz liegt im Ostteil der kleinen Insel Düne, die sich rund 1 km östlich der Helgoländer Hauptinsel und 44 km nördlich der ostfriesischen Insel Wangerooge befindet. Zur Hauptinsel kann man mit einem tagsüber regelmäßig verkehrenden Fährboot übersetzen. Die Verbindung vom Flugplatz zum Fähranleger wird durch ein Taxi hergestellt.

## Geschichte
Der Flugplatz entstand zur Zeit des nationalsozialistischen Deutschen Reichs im Rahmen des Projekts Hummerschere (1938 bis 1941), als Düne durch die deutsche Regierung durch Sandvor- und -aufspülungen vergrößert wurde, um es mit der Hauptinsel zur Festung mit Seehafen auszubauen. Dabei entstand auch der Flugplatz, der im Zweiten Weltkrieg (1939 bis 1945) hauptsächlich als Not- und Ausweichplatz genutzt wurde. Als einzige aktive fliegende Einheit der Luftwaffe lag hier von April bis Oktober 1943 die Jagdstaffel Helgoland (umbenannte 11. Staffel des Jagdgeschwaders 11). Nach Kriegsende wurden Düne und Helgoland vom Vereinigten Königreich besetzt. Im Jahr 1962 wurde der Flugplatz wieder eröffnet.

## Weitere Daten
Die drei Landebahnen sind im Vergleich zu anderen Flugplätzen relativ kurz. Die Landebahn 15/33 wurde im Jahr 2005 von 400 m auf 480 m verlängert und am 6. Mai 2006 offiziell in Betrieb genommen. Damit wurden europäische Vorschriften, die den gewerbsmäßigen Flugverkehr mit mehrmotorigen Flugzeugen betreffen, erfüllt. Es sind keine Überrollflächen (Overruns) vorhanden.
Um den Flugplatz anfliegen zu dürfen, ist eine Mindestflugerfahrung von 100 Stunden als verantwortlicher Flugzeugführer und Erfahrung auf kurzen Runways erforderlich. Der Pilot soll die Hauptinsel Helgoland nach Möglichkeit nicht überfliegen. Die Flugplanpflicht für Flüge nach Helgoland mit Motorflugzeugen ist aufgehoben worden, jedoch müssen für Flüge mit dreiachsgesteuerten Ultraleichtflugzeugen und Motorseglern nach wie vor Flugpläne aufgegeben werden.
Es gibt Ampeln, Tonsignale und Hinweisschilder, die durch die Dünen spazierende Fußgänger vor landenden und startenden Flugzeugen warnen.

## Ziele
Vom Flugplatz Helgoland werden Flüge nach Nordholz-Spieka (vorher Cuxhaven/Nordholz), Heide-Büsum und Uetersen/Heist durchgeführt sowie hin und wieder zu anderen deutschen Inseln wie Wangerooge angeboten, meist mit Fracht oder Post. Nur das Unternehmen OFD Ostfriesischer Flugdienst fliegt Helgoland im Linienverkehr an, von Nordholz-Spieka, Heide-Büsum und Uetersen (Stand April 2022).

## Zwischenfälle
- Am 27. Mai 1972 verunglückte eine de Havilland Canada DHC-6 Twin Otter der General Air mit Flugziel Bremen kurz nach ihrem Start. Von den dreizehn Insassen kamen acht ums Leben.[4]

- Am 24. März 1974 kam es auf der Bahn 15 zu einem unautorisierten Aufsetz- und Durchstartmanöver (balked landing) einer Boeing 737-200 der Deutschen Lufthansa, die sich auf einem Leerflug über der Nordsee befand. Das Manöver wurde von mehreren Kurgästen beobachtet und fotografisch festgehalten.[5]